# Sean Tyas
Sean Edwin Tyas (New York, 1979) è un disc jockey e produttore discografico statunitense di musica elettronica.
Il genere delle sue produzioni e dj set possono essere classificati come trance.
Sean Tyas va in onda ogni lunedì sera con il suo radio show chiamato "Tytanium Sessions" su Afterhours.FM.

## Vita personale
Originario di Long Island, New York, Sean ha avuto interesse per la musica elettronica nel 1991 quando ha sentito un nastro contenente varie interpretazioni "O'Fortuna". Da allora, ha iniziato ad ascoltare quello che allora era conosciuto come "techno". Ha preso i suoi primi passi nella produzione musicale nel 2000/2001, utilizzando un software chiamato "Impulse Tracker" sul sistema operativo Microsoft MS-DOS.
Nel 2004, Sean si è trasferito in Germania per iniziare a lavorare per DJ Beam, seguito da un trasferimento in Svizzera, dove ha prodotto diversi singoli di successo per Dave202. Sean continua a vivere in Svizzera con la moglie Mirella.